# قرمزی‌دام (یومورتالیک)
قرمزی‌دام (به ترکی استانبولی: Kırmızıdam) یک منطقهٔ مسکونی در ترکیه است که در یومارتالیک واقع شده‌است.